# Municipio de Shelby (condado de Shelby)
El municipio de Shelby (en inglés: Shelby Township) es un municipio ubicado en el condado de Shelby en el estado estadounidense de Indiana. En el año 2010 tenía una población de 1892 habitantes y una densidad poblacional de 25,21 personas por km².

## Geografía
El municipio de Shelby se encuentra ubicado en las coordenadas 39°28′4″N 85°46′13″O / 39.46778, -85.77028. Según la Oficina del Censo de los Estados Unidos, el municipio tiene una superficie total de 75.05 km², de la cual 75,05 km² corresponden a tierra firme y (0 %) 0 km² es agua.

## Demografía
Según el censo de 2010, había 1892 personas residiendo en el municipio de Shelby. La densidad de población era de 25,21 hab./km². De los 1892 habitantes, el municipio de Shelby estaba compuesto por el 97,67 % blancos, el 1,22 % eran afroamericanos, el 0,11 % eran amerindios, el 0,16 % eran asiáticos, el 0,32 % eran de otras razas y el 0,53 % eran de una mezcla de razas. Del total de la población el 0,63 % eran hispanos o latinos de cualquier raza.